# 新座
新座（にいざ）は、埼玉県新座市の町名。現行行政地名は新座一丁目から三丁目。郵便番号は352-0006。

## 地理
埼玉県新座市の最北端に位置し、東武東上線志木駅や柳瀬川駅から近い。西側には柳瀬川が流れる。
廃校となった旧新座小学校跡地は2年間で52件の撮影が行われるなどしていたが、今後校舎を解体し、一部に公園と、（仮称）新座ふれあいの家（集会所を含む複合施設）及び保育園を整備し、それ以外の約8,500平方メートルを戸建住宅用地として売却することになった。

## 歴史
地名は地内の三丁目に所在する日本住宅公団（現在の都市再生機構）の公団住宅・新座団地による。
- 1975年（昭和50年）8月1日 - 住居表示の実施に伴ない[4]、大字大和田の一部から新座一丁目〜三丁目が成立[5]。
- 2004年（平成16年）3月31日 - 地内の（旧）新座市立新座小学校が、この日を以って新座市立大正小学校と統合の上で現在地（旧大正小学校校地）に移転される[6]。

## 世帯数と人口
2017年（平成29年）1月1日現在の世帯数と人口は以下の通りである。
| 丁目       | 世帯数    | 人口    |
| ---------- | --------- | ------- |
| 新座一丁目 | 653世帯   | 1,401人 |
| 新座二丁目 | 997世帯   | 2,289人 |
| 新座三丁目 | 2,271世帯 | 4,425人 |
| 計         | 3,921世帯 | 8,115人 |

## 小・中学校の学区
市立小・中学校に通う場合、学区（校区）は以下の通りとなる。
| 丁目       | 番地 | 小学校             | 中学校             |
| ---------- | ---- | ------------------ | ------------------ |
| 新座一丁目 | 全域 | 新座市立新座小学校 | 新座市立第四中学校 |
| 新座二丁目 | 全域 | 新座市立新座小学校 | 新座市立第四中学校 |
| 新座三丁目 | 全域 | 新座市立新座小学校 | 新座市立第四中学校 |

## 交通

### 道路
- 埼玉県道113号川越新座線
- はなみずき通り

## 施設
1丁目
- 富士見ヶ丘団地[4]
- 富士見ヶ丘児童遊園

2丁目
- 新座保育園
- 新座ふれあいの家
- 新座二丁目ふれあい公園
- 新座市第七保育園
- 新座リバーサイド
- 市立新座集会所

3丁目
- 新座団地[4]
- 新座市立新座小学校
- ひまわり保育園
- 第二新座幼稚園
- 大正保育園
- 新座団地内郵便局
- 新座警察署新座団地交番